# Éparchie de Nova Gračanica et d'Amérique du centre-ouest
L'éparchie de Nova Gračanica et d'Amérique du centre-ouest (en serbe cyrillique : Епархија новограчаничко-средњозападноамеричка ; en serbe latin : Eparhija novogračaničko-srednjozapadnoamerička) est une éparchie, c'est-à-dire une circonscription de l'Église orthodoxe serbe. Située aux États-Unis, elle a son siège au monastère de Nova Gračanica à Third Lake dans l'Illinois et, en 2016, elle a à sa tête l'évêque Longin.

## Histoire

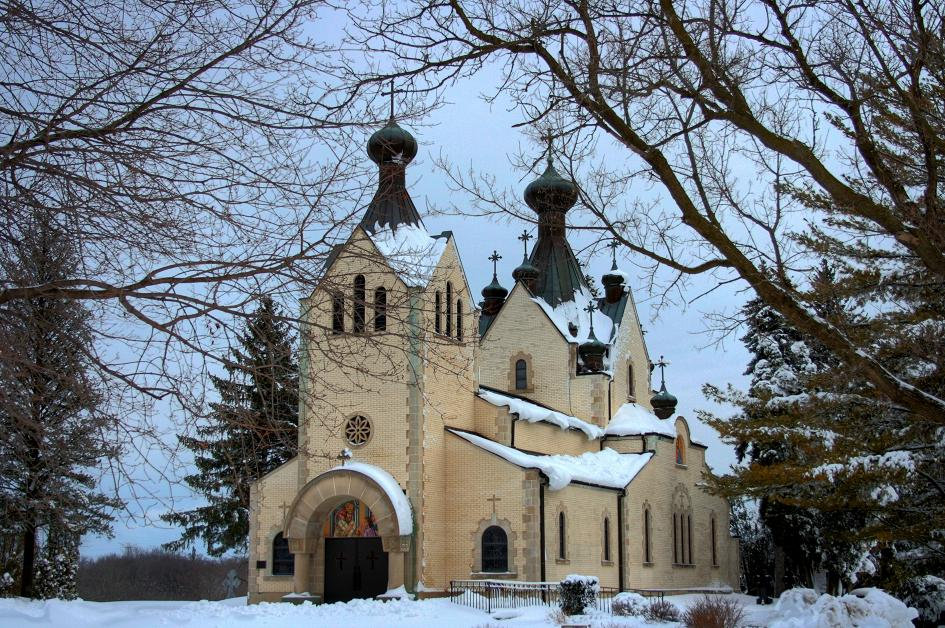
Le monastère Saint-Sava de Libertyville dans l'Illinois

L'éparchie a été créée le 21 mai 2009 à la suite d'une décision du synode de l'Église orthodoxe serbe.
Le monastère Saint-Sava de Libertyville, dans l'Illinois, a été le siège de l'éparchie d'Amérique et du Canada (1927-1963), de la Métropole d'Amérique du centre-ouest (1963-1991) et de la Métropole de Lybertyville et de Chicago (2009-2011). En 2011, à la suite d'une décision du synode de l'Église serbe, en raison de sa valeur spirituelle, historique et culturelle, le monastère a été placé sous l'autorité directe du patriarche de l'Église orthodoxe serbe. Mort en 1970 à Denver dans le Colorado, le roi Pierre II de Yougoslavie a été enterré dans le monastère ; en 2013, sa dépouille a été transférée au mausolée royal d'Oplenac en Serbie,.

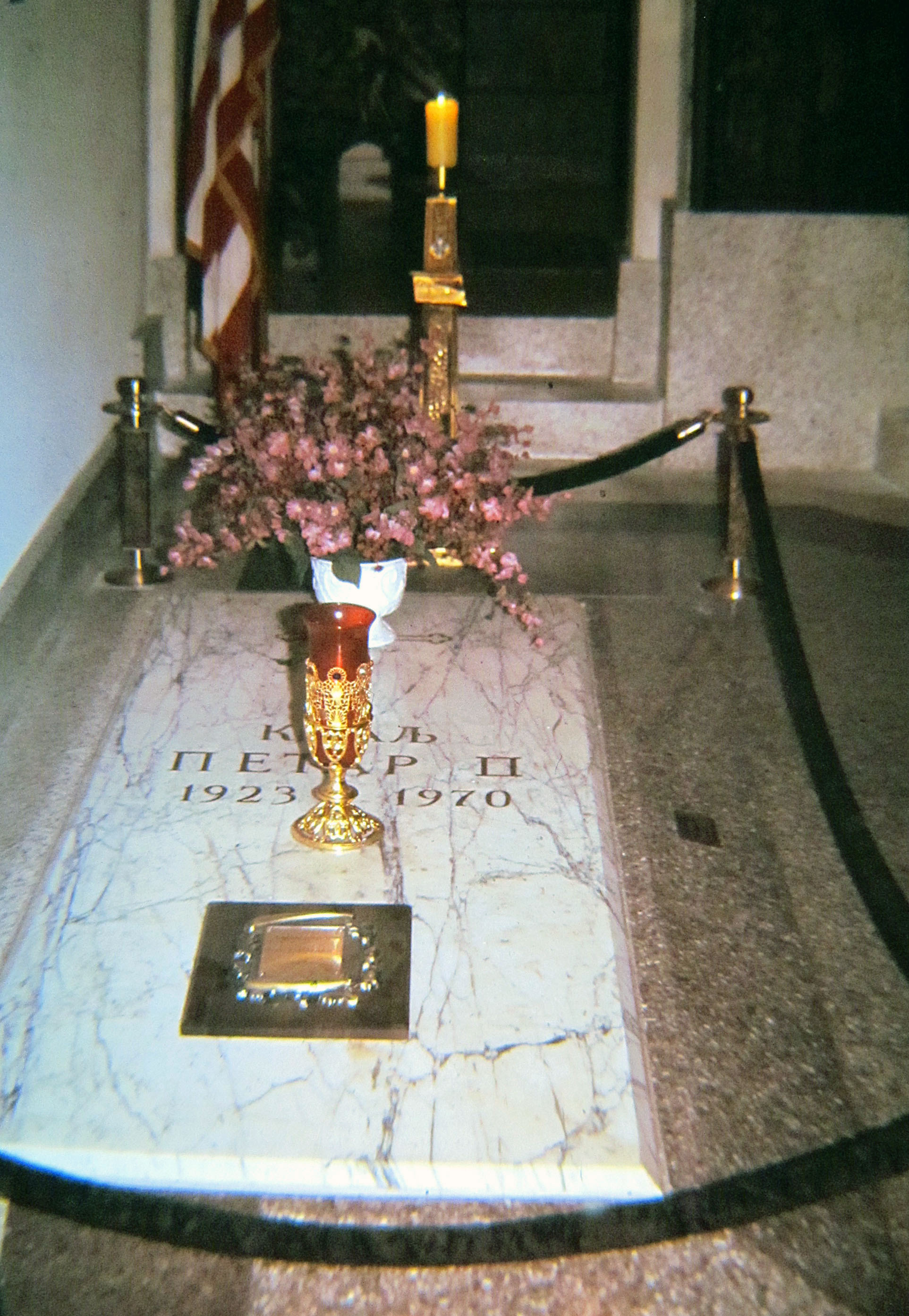
L'ancienne tombe du roi Pierre II de Yougoslavie dans le monastère Saint-Sava de Libertyville

## Paroisses
L'éparchie administre les paroisses et monastères suivants (par états) :

### Alabama
- Huntsville : église Saint-Michel

### Arkansas
- Hot Springs : église Saint-Georges et église Saint-Michel

### Illinois
- Bellwood : église Saint-Jean-Baptiste
- Brookfield : église Saint-Nicolas
- Chicago
  - cathédrale de la Résurrection
  - église de la Résurrection
  - église Saint-Siméon-Mirotocivi
  - église Saint-Stefan-Dečanski
- Joliet : église Saint-Georges et église Saint-Sava
- Lake Forest : église Saint-Basile-d'Ostrog
- Lansing : église Saint-Michel
- Rockford : église de l'Ascension

### Indiana
- East Chicago : église Saint-Georges
- Indianapolis : église Saint-Nicolas
- Merrillville : église Saint-Élie et église Saint-Sava
- Schererville : église Saint-Georges
- South Bend
  - église Saint-Pierre-et-Saint-Paul
  - monastère de la Nativité-de-la-Mère-de-Dieu
  - métochion Sainte-Xenia

### Iowa
- Des Moines : église Saint-Dimitri

### Kansas
- Kansas City : église Saint-Michel
- Lenexa : église Saint-Georges

### Michigan
- China : église Saint-Procope
- Détroit : église Saint-Lazare
- Ecorse : église de l'Ascension
- Monroe : église Saint-Georges
- Troy : église de la Sainte-Parascève
- Warren : l'église Saint-Stefan-Dečanski

### Minnesota
- Chisholm : église Saint-Basile-d'Ostrog
- Duluth : église Saint-Georges
- Hibbing : église Saint-Michel
- Saint Paul : église Saint-Sava

### Missouri
- Kansas City : église Sainte-Marie-l'Égyptienne
- Saint-Louis : église de la Sainte-Trinité
- Greenfield : monastère Saint-Pacôme

### Nebraska
- Omaha : église Saint-Nicolas

### Dakota du Sud
- Sioux Falls : église de Tous-les-Saints

### Tennessee

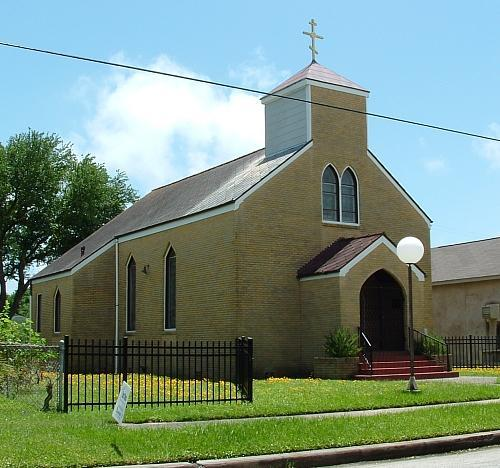
L'église Saint-Constantin-et-Sainte-Hélène de Galveston

- Nashville : église de la Sainte-Parascève

### Texas
- Austin : mission serbe orthodoxe
- Dallas-Fort Worth : église des Trois-Saints-Hiérarques
- Galveston : église Saint-Constantin-et-Sainte-Hélène
- Houston : église Saint-Sava

### Wisconsin
- Cudahy : église Saint-Nicolas
- Milwaukee : église Saint-Sava
- Racine : deux églises dédiées à Saint-Georges